# 백장회해

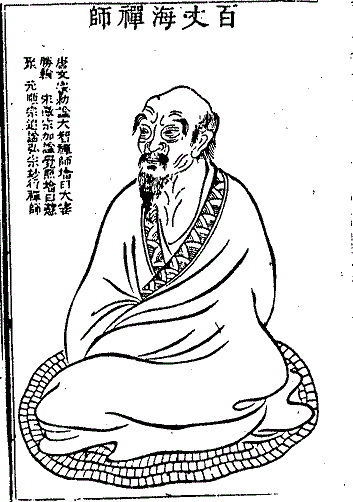
또 다른 초상화

백장회해(百丈懷海: 749~814)는 당나라의 선승이다. 백장산(百丈山)에서 살았기 때문에 백장이라고 부르고 법명은 회해(懷海)이다.  위앙종과 임제종의 제9대 조사이다.
위앙종과 임제종의 8대조사인 마조도일의 제자이다. 당대에는 백장회해와 남전보원보다 대주혜해가 더 유명했다.
주요 제자로는 임제종 10대조사인 황벽희운과 위앙종을 창시한 위산영우가 있다.

## 일생
복건성(福建省) 복주(福州) 장락현(長樂縣)에서 출생했다.
서산혜조(西山慧照)를 따라 삭발하고 형산(衡山)의 법조율사(法朝律師) 밑에서 구족계(具足戒)를 깨우쳤다.
여강(廬江)의 부차사에 들어가 그곳의 경장(經藏) 안에서 대장경(大藏經)을 연구하였다.
그 후 백장은 767년 무렵에는 남강(南康)에서 마조도일(馬祖道一)을 만나 사사받았다. 마조 밑에서 수도해 대오하였다.
후에 백장산에 들어가 많은 문하생 제자를 지도하고 교화하였다.

## 일화

### 마조완월(馬祖玩月): 마조도일이 달을 희롱하다
어느 날, 마조도일이 수제자인 서당지장, 백장회해, 남전보원과 함께 달맞이를 갔다. 마조도일은 제자들에게 지금 같은 때에 무엇을 하면 가장 좋겠느냐고 물었다.
서당지장은 공양하는 것이 가장 좋겠다고 대답했다. 백장회해는 수행하기에 가장 좋겠다고 말했다. 그런데 남전보원은 소매를 뿌리치고 그냥 가버렸다.
마조도일이 말하기를, 경(經)은 서당지장에게 들어가고, 선(禪)은 백장회해에게 돌아가는데, 오직 남전보원만이 경계에서 벗어낫구나라고 했다.

## <백장청규>(百丈淸規)
백장회해는 <선원청규>를 제정하여, 선사를 율사로 부터 독립시켰다. 선종 1대 조인 달마대사부터 이때까지 율원에 더부살이를 하던 선원을 독립시켜 선종총림을 수립되게 하였다.
이 말의 뜻은 설명하자면, 현재 대한민국 사찰 중에 총림이라고 하여 선원, 강원, 율원을 모두 갖춘 큰 사찰이 있다. 사찰은 백장회해가 <청규>를 제정하기 이전에는 율원(경전을 공부하는 곳)이 중심이 되어 선원(선수행을 하는 곳)이 더부살이를 했는데, <청규> 제정 이후에는 독립이 되어 총림이라고 하는 큰 절이 형성되었다는 뜻이다.
백장회해의 <청규>를 <백장청규>라고 하는데, 주요 내용은 다음과 같다.
- 장로(長老)를 방장(方丈)으로 추대하여 법을 설하게 한다.
- 불당(佛堂)을 세우지 않고 중앙에 법당(法堂)을 세운다.
- 전 대중이 보청(普請)법에 의거하여 노동생산에 참여한다.
- 대중생활에서 규범을 어긴 자에 대한 벌칙을 세운다.[8]

<청규> 중에 노동생산 참여 규정은 백장회해가“하루 일하지 않으면, 하루 먹지 말라”는 말로 강조했다. 노동 자체가 선수행이라고 보았다. 조선시대 말에 용성(龍城), 학명(鶴鳴)에 의해 선농불교(禪農佛敎)로 이어졌다.

## 참고 문헌
- 이 문서에는 다음커뮤니케이션(현 카카오)에서 GFDL 또는 CC-SA 라이선스로 배포한 글로벌 세계대백과사전의 내용을 기초로 작성된 글이 포함되어 있습니다.

## 같이 보기
- 일하지 않는 자여, 먹지도 마라 - 백장회해도 '일일부작 일일불식'(一日不作 一日不食)과 같은 유사한 말을 남겼다

| 전임 마조도일 | 제9대 중국 선종의 조사 788년 ~ 814년 | 후임 황벽희운 |